# Líčidlo americké

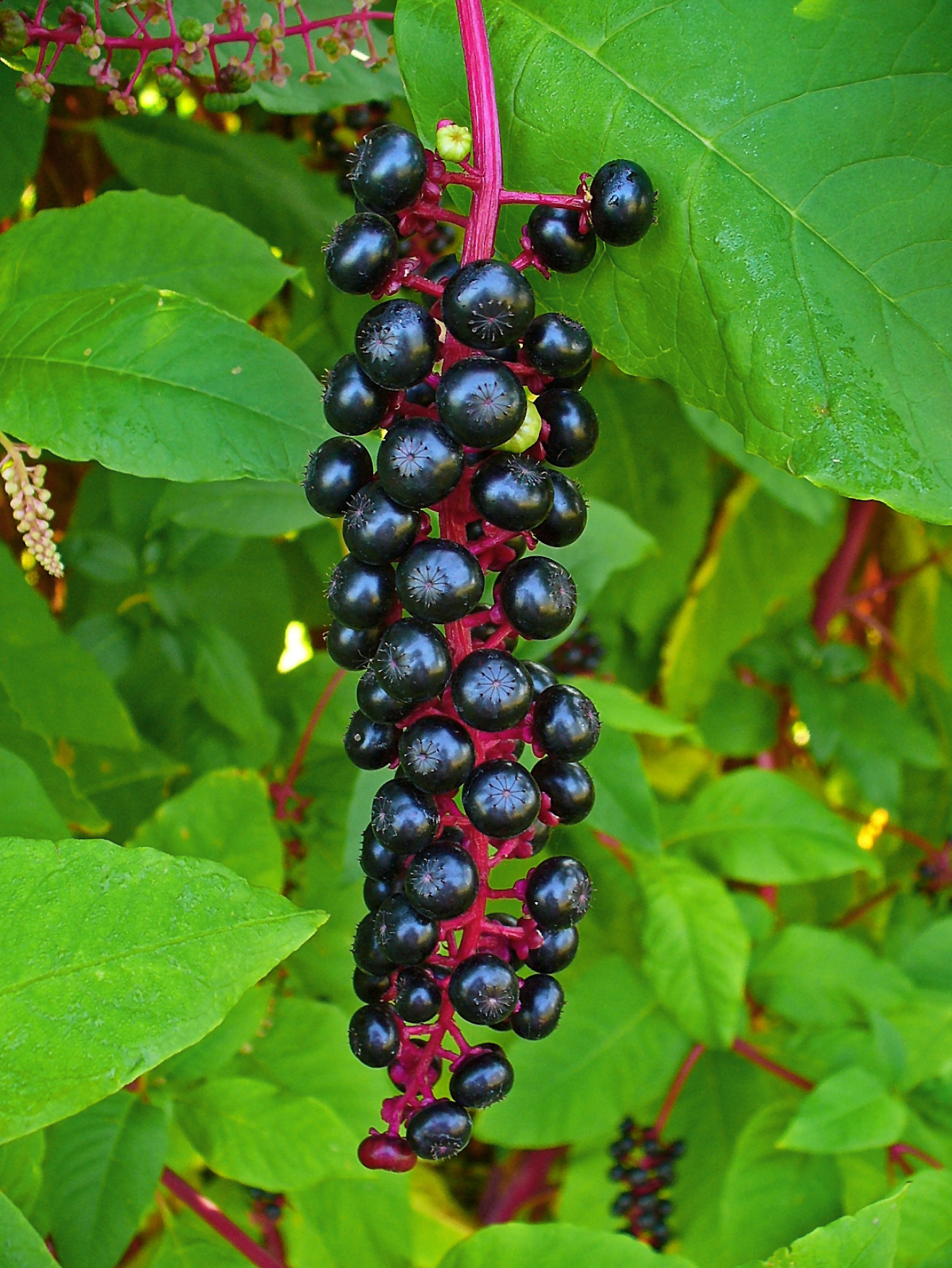
Zralé plodenství

Líčidlo americké (Phytolacca americana) je vytrvalá, přes dva metry vysoká rostlina s mnoha dutými lodyhami, kvetoucí koncem léta dlouhými hrozny narůžovělých květů, které se na podzim změní v černé bobule. Původně severoamerický druh je od konce 17. století šířen jako exotická rostlina a v mnoha oblastech za příznivých klimatických podmínek zakotvil natrvalo a se stal invazním druhem.
V české přírodě je považován za příležitostně se vyskytující neofyt, který zdomácněl převážně ve vinařských oblastech, kde mu nejlépe svědčí klima i půda. Místně je hojný na jihovýchodě Moravy, kam okrajově zasahuje silné invazní rozšíření ve slovenském Záhoří, kde v současnost rostou již desetitisíce jedinců.

## Ekologie
Rostlina nejlépe prosperuje na teplých, polostinných biotopech s písčitou, nevápnitou, vlhkou půdou. Roste na okrajích lesů, mýtinách i lesních spáleništích, v křovinách, opuštěných zahradách a vinicích, podél silnic i na rumištích, vyskytuje se od hladiny moře po nadmořskou výšku 1400 m. Je mrazuvzdorná, kvete od července do září a semena dozrávají od záři do listopadu. Poměrně snadno se samovolně rozmnožuje semeny, kterých vyprodukuje velké množství, lidmi je obvykle množená dělením kořenů rozrostlých jedinců. Ploidie druhu je 2n = 36.

## Popis
Vytrvalá bylina, s lodyhami vysokými až 3 m a tlustými 3 cm, vyrůstající z mohutného kořenového systému tvořeného několika řepovitě ztlustlými hlavními kořeny a spoustou tenčích vedlejších kořínků. Lodyhy vytvářejí v počtu 5 až 10 mohutný trs, u báze dřevnatí, v horní části se větví, jsou duté a vyplněné zpevňujícím parenchymatickým jádrem. Dole jsou porostlé šupinovitými přisedlými listy, uprostřed lodyh již mají listy 5 cm řapík a bývají dlouhé 12 až 16 cm a široké 5 až 7 cm. Jejich tmavozelené čepele jsou kopinaté až elipsovité, u báze klínovitě zúžené, na vrcholu ostře špičaté a po obvodě celokrajné. Listy po poranění vydávají aróma, které mnoha lidem nevoní.
Květy v počtech 30 až 50 skládají vzpřímená nebo obloukovitě svěšená hroznovitá květenství 7 až 19 cm dlouhá (včetně stopky) a 2 cm široká. Vřeteno květenství je nejprve zelené či bílé a později zrůžoví, stejně jako 1 cm květní stopky. Podpůrné listeny květenství jsou čárkovité, blanité a 3 mm dlouhé, listence na vrcholu stopek jsou podobné.
Oboupohlavný květ má pět vydutých, široce vejčitých, vytrvalých kališních lístků asi 2,5 mm velkých. Nejprve jsou bílé až růžové, po odkvětu jsou nazelenalé a v době zralosti plodů zrůžoví. Korunní lístky chybí. V květu roste v jednom kruhu deset tyčinek s nitkami u báze rozšířenými, zpočátku jsou bílé a později se zbarví jako kalich, jejich prašníky jsou růžové. Svrchní semeník je tvořen deseti srostlými plodolisty, z nichž každý nese jedno vajíčko. Tři a více zakřivených čnělek nepřesahuje délku 1 mm. Opylovány jsou včelami a mouchami sbírající nektar a pyl.
Vzhled plodu se během zraní mění. Nejdříve je zelený a viditelně rozdělen na deset částí (podle počtu plodolistů), teprve při dozrávání splynou jednotlivé části do dužnaté bobule s červenofialovou šťávou. Plod pak má vzhled černé, kulovité, shora smáčknuté bobule o průměru 8 mm . Po vyschnutí dužiny se celistvá bobule opět viditelně rozdělí na deset jednosemenných laloků. Semena s průměrem 3 mm jsou čočkovitě smáčklá, černá a lesklá.

## Význam
V minulosti bývalo líčidlo americké také pěstováno jako barvířská rostlina, fialová šťáva plodů sloužila k barvení látek nebo vína a vyráběl se z ní inkoust a potravinářské barvivo. Šťáva není toxická a má obdobné chemické složení jako šťáva z červené řepy. Všechny ostatní části rostliny, kořen, lodyha, míza, list i semeno jsou pro člověka a mnohé savce silně jedovaté; obsahují látky poškozující hlavně červené krvinky a způsobující u lidí silné zvracení a krvavé průjmy – může však dojít až na smrt, obvykle kvůli paralýze dýchací soustavy. U původních obyvatel Ameriky byly rostliny používány proti všemožným nemocem, dnes se zásadně nedoporučují. Bobule jsou potravou ptáků, kteří tak napomáhají rozšiřování semen.

## Galerie

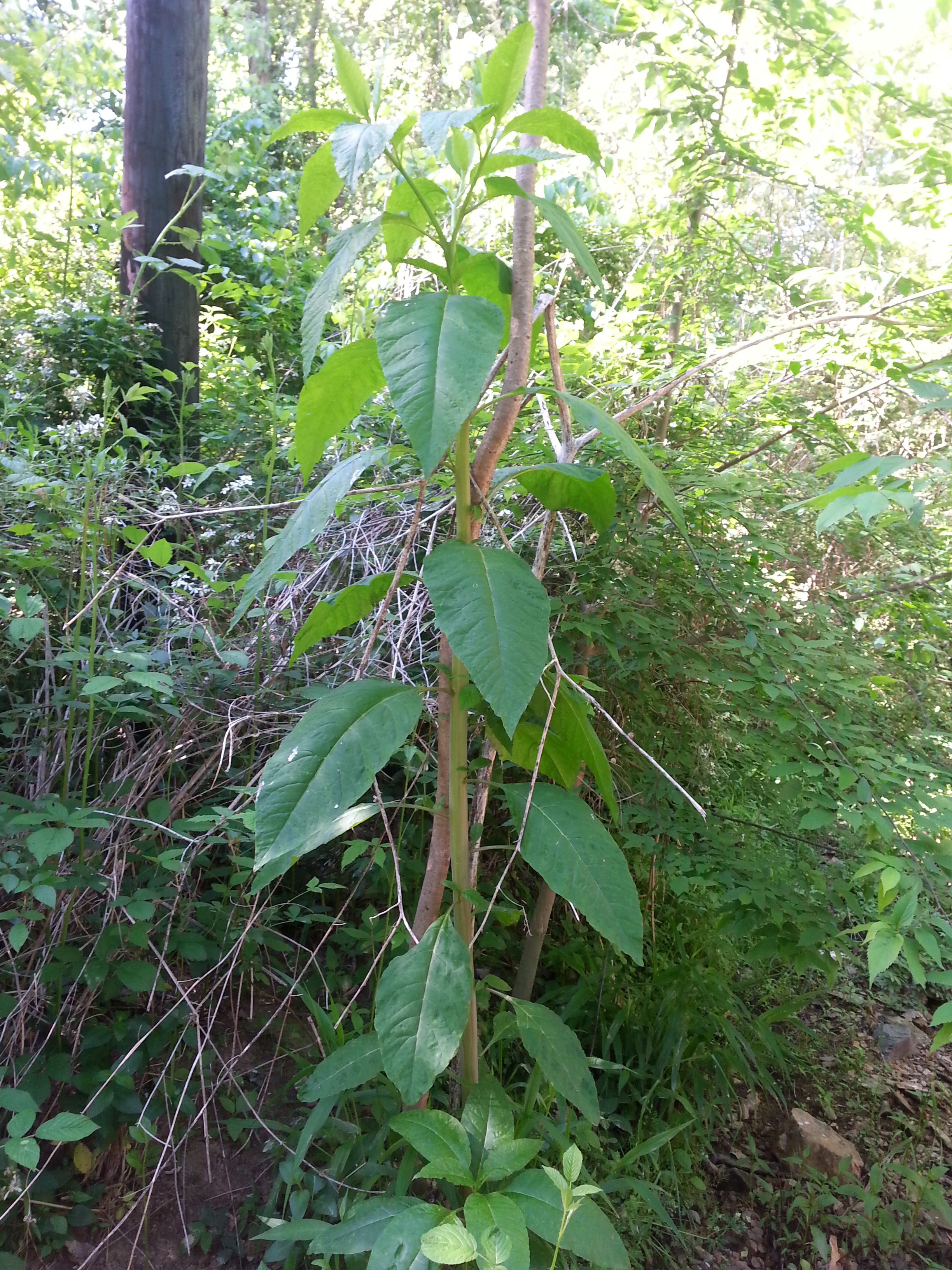
Mladá rostlina
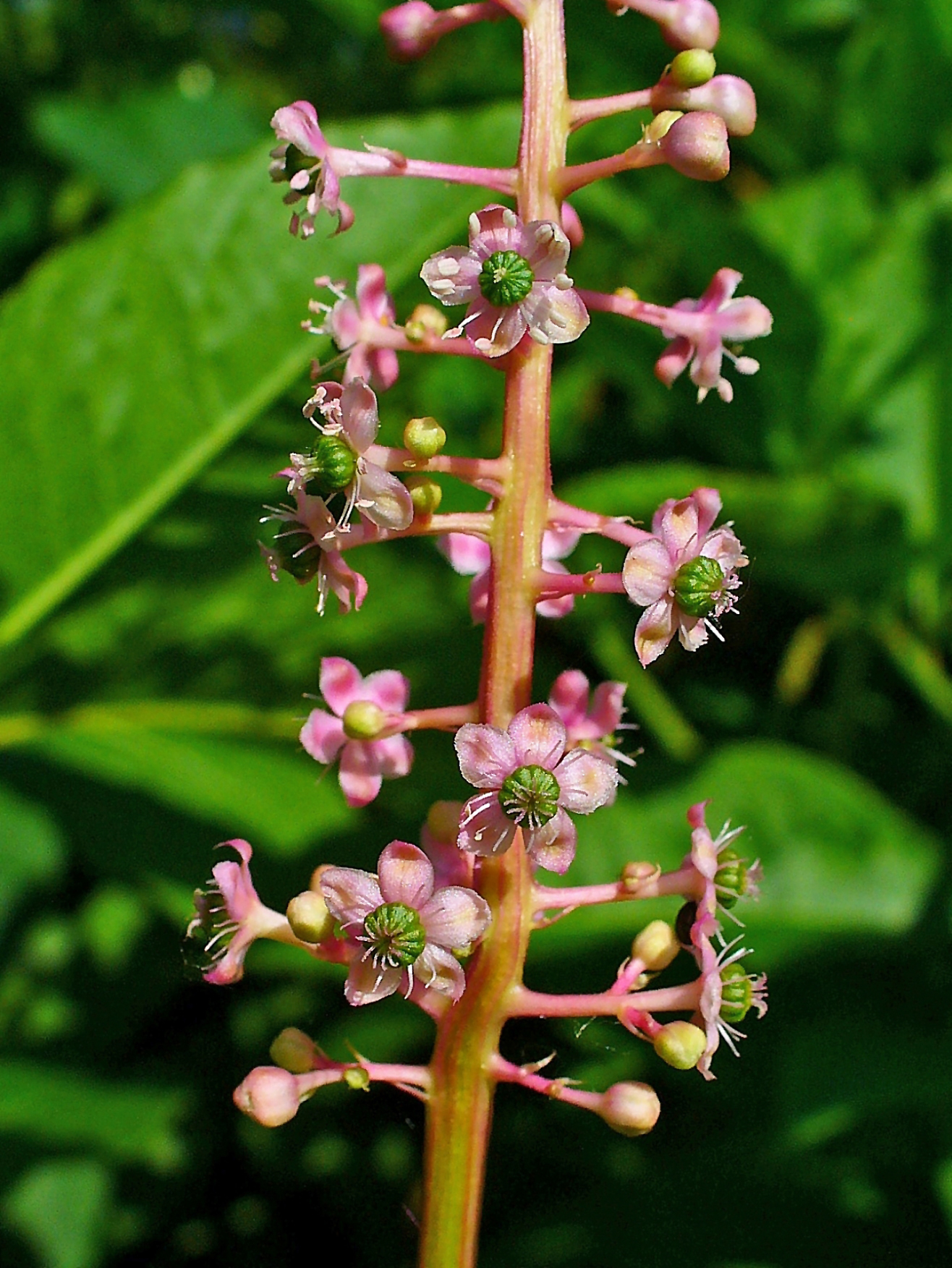
Květenství
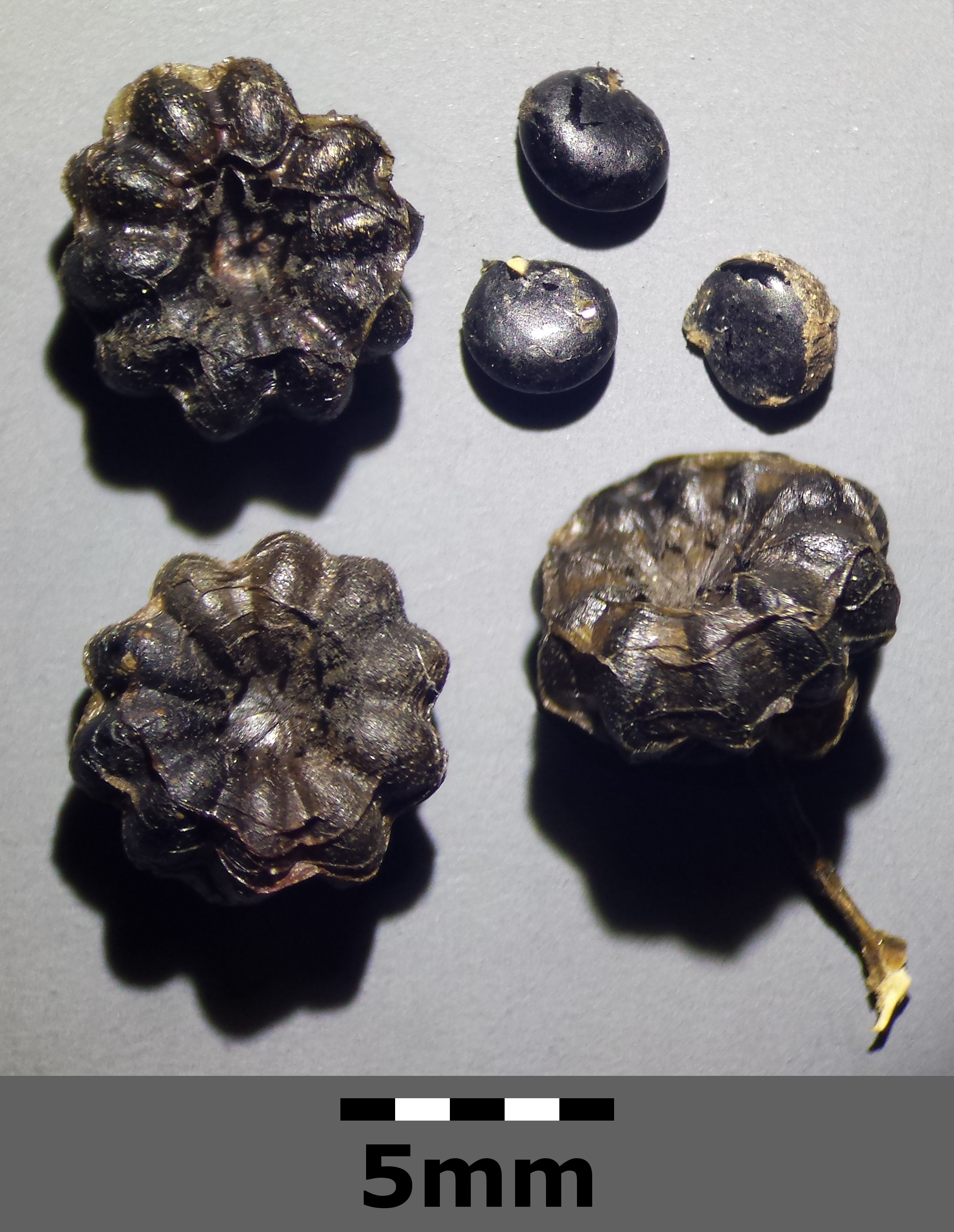
Suché bobule a semena